# موریس لمن
موریس لمن (فرانسوی: Maurice Lehmann‎؛ ۱۴ مه ۱۸۹۵ – ۱۷ مه ۱۹۷۴) کارگردان، بازیگر و تهیه‌کننده فیلم اهل فرانسه بود.
وی همچنین برندهٔ جوایزی همچون شوالیه لژیون دونور شده و در سال ۱۹۵۶ رئیس هیئت داوران جشنواره کن بود.